# Richard Crane
Richard Crane (Newcastle, 6 giugno 1918 – San Fernando Valley, 9 marzo 1969) è stato un attore statunitense.
Per gli schermi cinematografici totalizzò dal 1940 al 1964 più di 60 partecipazioni mentre per il piccolo schermo diede vita a numerosi personaggi in oltre 60 produzioni dal 1949 al 1968. Nel corso della sua carriera, fu accreditato anche con i nomi Dick Crane e Richard O. Crane.

## Biografia
Richard Crane nacque a Newcastle, nell'Indiana, il 6 giugno 1918. Debuttò al cinema agli inizi degli anni quaranta e in televisione alla fine dello stesso decennio.
Per il piccolo schermo fu accreditato diverse volte grazie a numerose interpretazioni. Tra i personaggi regolari interpretò Homer Van Meter in quattro episodi della serie Gang Busters nel 1952, Rocky Jones in 39 episodi della serie Rocky Jones, Space Ranger nel 1954, Dick Preston in nove episodi della serie Commando Cody: Sky Marshal of the Universe nel 1955 e il tenente Gene Plehn in 14 episodi della serie Surfside 6 dal 1961 al 1962. Interpretò poi il dottor Paul Lowry in due episodi della serie Lassie nel 1968 (più altri due episodi con altri ruoli) e dagli anni cinquanta agli anni continuò a collezionare numerose presenze in decine di serie televisive come guest star o personaggio minore, talvolta con ruoli diversi in più di un episodio, come in quattro episodi di Matinee Theatre, 10 episodi di Il cavaliere solitario, due episodi di Perry Mason e due episodi di Iron Horse.
Il grande schermo lo vide interprete di diversi personaggi tra cui Eustace Andrews in This Time for Keeps del 1942, Tad Marvin in The Phantom Plainsmen del 1942, Paul Parker in Qualcuno da ricordare del 1943, Tim Mason in Riders of the Deadline del 1943, il marinaio Gus Chisholm in La nave senza nome del 1944, il capitano Bill Cherry in Capitano Eddie del 1945, il reporter Johnny Williams in Behind Green Lights del 1946, Johnny MacMahon in Il sortilegio delle amazzoni del 1948, il capitano Cyrus Harding in Mysterious Island del 1951, il tenente Will Cary in Operazione Corea del 1953, il tenente Johnson in Bandiera di combattimento del 1955, Dick Sawyer in Squadra criminale: caso 24 del 1955, Captain Jack Nolan in Bailout at 43,000 del 1957 e il tenente Swanson in Acque profonde del 1958. Proseguì ancora con molte altre interpretazioni tra cui quelle del dottor Bill Stoddard in Plotone d'assalto del 1959, Paul Webster in Uomini coccodrillo del 1959, Loomis in Assedio all'ultimo sangue del 1960, David Simpson in Devil's Partner del 1961, Connors in Boy Who Caught a Crook del 1961 e Joseph Schiller in House of the Damned del 1963.
Per il piccolo schermo la sua ultima interpretazione risale all'episodio Log 71: I Feel Like a Fool, Malloy della serie televisiva Adam-12, trasmesso il 2 novembre 1968 mentre per il grande schermo l'ultimo personaggio a cui dà vita è quello del sergente Wayne Neal nella commedia musicale del 1964 Surf Party. Morì per un attacco di cuore a San Fernando Valley, in California, il 9 marzo 1969 e fu seppellito al Pierce Brothers Valhalla Memorial Park di North Hollywood.

## Filmografia

### Cinema
- Peccatrici folli (Susan and God), regia di George Cukor (1940)
- We Who Are Young, regia di Harold S. Bucquet (1940)
- Meet the Wildcat, regia di Arthur Lubin (1940)
- Who Killed Aunt Maggie?, regia di Arthur Lubin (1940)
- Keeping Company, regia di Sylvan Simon (1940)
- The Saint in Palm Springs, regia di Jack Hively (1941)
- Double Date, regia di Glenn Tryon (1941)
- Allegri naviganti (In the Navy), regia di Arthur Lubin (1941)
- Razzi volanti (Keep 'Em Flying), regia di Arthur Lubin (1941)
- This Time for Keeps, regia di Charles Reisner (1942)
- The Phantom Plainsmen, regia di John English (1942)
- Eagle Squadron, regia di Arthur Lubin (1942)
- Sweater Girl, regia di William Clemens (1942)
- Avventura all'Avana (Her Cardboard Lover), regia di George Cukor (1942)
- I falchi di Rangoon (Flying Tigers), regia di David Miller (1942)
- Dr. Gillespie's Criminal Case, regia di Willis Goldbeck (1943)
- This Is the Army, regia di Michael Curtiz (1943)
- Qualcuno da ricordare (Someone to Remember), regia di Robert Siodmak (1943)
- Sorelle in armi (So Proudly We Hail!), regia di Mark Sandrich (1943)
- Corvetta K-225 (Corvette K-225), regia di Richard Rosson (1943)
- Happy Land, regia di Irving Pichel (1943)
- Angeli all'inferno (Cry 'Havoc'), regia di Richard Thorpe (1943)
- Riders of the Deadline, regia di Lesley Selander (1943)
- For God and Country, regia di Edward L. Cahn (1943)
- Cinque maniere di amare (Ladies Courageous), regia di John Rawlins (1944)
- Nessuno sfuggirà (None Shall Escape), regia di André De Toth (1944)
- Patrolling the Ether, regia di Paul Burnford (1944)
- La nave della morte (Follow the Boys), regia di A. Edward Sutherland (1944)
- La nave senza nome (Wing and a Prayer), regia di Henry Hathaway (1944)
- L'uomo venuto da lontano (An American Romance), regia di King Vidor (1944)
- Capitano Eddie (Captain Eddie), regia di Lloyd Bacon (1945)
- The Flying Serpent, regia di Sam Newfield (1946)
- Behind Green Lights, regia di Otto Brower (1946)
- Johnny Comes Flying Home, regia di Benjamin Stoloff (1946)
- Campus Honeymoon, regia di Richard Sale (1948)
- Arthur Takes Over, regia di Malcolm St. Clair (1948)
- Waterfront at Midnight, regia di William Berke (1948)
- Triple Threat, regia di Jean Yarbrough (1948)
- Il sortilegio delle Amazzoni (Angel on the Amazon), regia di John H. Auer (1948)
- Dynamite, regia di William H. Pine (1949)
- L'amante (A Lady Without Passport), regia di Joseph H. Lewis (1950)
- L'assedio di Fort Point (The Last Outpost), regia di Lewis R. Foster (1951)
- Home Town Story, regia di Arthur Pierson (1951)
- Mysterious Island, regia di Spencer Gordon Bennet (1951)
- Il cavaliere del deserto (Man in the Saddle), regia di André De Toth (1951)
- Leadville Gunslinger, regia di Harry Keller (1952)
- Thundering Caravans, regia di Harry Keller (1952)
- Ellis in Freedomland, regia di Abby Berlin (1952)
- Winning of the West, regia di George Archainbaud (1953)
- La donna che volevano linciare (Woman They Almost Lynched), regia di Allan Dwan (1953)
- The Neanderthal Man, regia di Ewald André Dupont (1953)
- The Great Adventures of Captain Kidd, regia di Derwin Abrahams e Charles S. Gould (1953)
- Il mare dei vascelli perduti (Sea of Lost Ships), regia di Joseph Kane (1953)
- Operazione Corea (Flight Nurse), regia di Allan Dwan (1953)
- Bandiera di combattimento (The Eternal Sea), regia di John H. Auer (1955)
- Squadra criminale: caso 24 (No Man's Woman), regia di Franklin Adreon (1955)
- Bobby Ware Is Missing, regia di Thomas Carr (1955)
- Incantesimo (The Eddy Duchin Story), regia di George Sidney (1956)
- Uomini catapulta (Bailout at 43,000), regia di Francis D. Lyon (1957)
- Acque profonde (The Deep Six), regia di Rudolph Maté (1958)
- Uomini coccodrillo (The Alligator People), regia di Roy Del Ruth (1959)
- Plotone d'assalto (Battle Flame), regia di R.G. Springsteen (1959)
- Devil's Partner, regia di Charles R. Rondeau (1960)
- Assedio all'ultimo sangue (13 Fighting Men), regia di Harry Gerstad (1960)
- Boy Who Caught a Crook , regia di Edward L. Cahn (1961)
- House of the Damned, regia di Maury Dexter (1963)
- Please Don't Touch Me, regia di Ron Ormond (1963)
- Surf Party, regia di Maury Dexter (1964)

### Televisione
- Your Show Time – serie TV, episodio 1x23 (1949)
- Il cavaliere solitario (The Lone Ranger) – serie TV, 10 episodi (1950-1957)
- Squadra mobile (Racket Squad) – serie TV, un episodio (1951)
- Le inchieste di Boston Blackie (Boston Blackie) – serie TV, 2 episodi (1951)
- Gang Busters – serie TV, 4 episodi (1952)
- Hopalong Cassidy – serie TV, un episodio (1952)
- Your Favorite Story – serie TV, un episodio (1953)
- Crash of Moons (1954)
- Rocky Jones, Space Ranger – serie TV, 39 episodi (1954)
- Cavalcade of America – serie TV, un episodio (1955)
- La mia piccola Margie (My Little Margie) – serie TV, 2 episodi (1955)
- The Public Defender – serie TV, un episodio (1955)
- Commando Cody: Sky Marshal of the Universe – serie TV, 9 episodi (1955)
- Screen Directors Playhouse – serie TV, episodio 1x02 (1955)
- Penna di Falco, capo cheyenne (Brave Eagle) – serie TV, episodi 1x01-1x13 (1955)
- The 20th Century-Fox Hour – serie TV, episodi 1x13-2x08 (1956-1957)
- General Electric Theater – serie TV, 2 episodi (1956-1961)
- Schlitz Playhouse of Stars – serie TV, un episodio (1956)
- Frida (My Friend Flicka) – serie TV, un episodio (1956)
- The Ford Television Theatre – serie TV, un episodio (1956)
- Matinee Theatre – serie TV, 4 episodi (1956)
- The Adventures of Ozzie & Harriet – serie TV, 2 episodi (1957-1958)
- The Silent Service – serie TV, un episodio (1957)
- Navy Log – serie TV, episodio 2x30 (1957)
- Code 3 – serie TV, un episodio (1957)
- Maverick – serie TV, episodio 1x05 (1957)
- Sugarfoot – serie TV, episodio 1x06 (1957)
- Official Detective – serie TV, un episodio (1957)
- Perry Mason – serie TV, 2 episodi (1958-1959)
- Tales of Wells Fargo – serie TV, 2 episodi (1958-1959)
- 26 Men – serie TV, episodio 2x11 (1958)
- State Trooper – serie TV, 2 episodi (1958-1959)
- Indirizzo permanente (77 Sunset Strip) – serie TV, 2 episodi (1958-1961)
- Playhouse 90 – serie TV, un episodio (1958)
- Tombstone Territory – serie TV, un episodio (1958)
- Trackdown – serie TV, un episodio (1958)
- Flight – serie TV, 2 episodi (1958)
- Bronco – serie TV, un episodio (1959)
- Death Valley Days – serie TV, un episodio (1959)
- Mike Hammer – serie TV, un episodio (1959)
- Steve Canyon – serie TV, un episodio (1959)
- Men Into Space – serie TV, episodio 1x08 (1959)
- Philip Marlowe – serie TV, episodio 1x10 (1959)
- Lock Up – serie TV, 2 episodi (1960-1961)
- Carovane verso il west (Wagon Train) – serie TV, 3 episodi (1960-1961)
- Shotgun Slade – serie TV, un episodio (1960)
- Hawaiian Eye – serie TV, episodio 1x21 (1960)
- Ricercato vivo o morto (Wanted: Dead or Alive) – serie TV, episodio 2x26 (1960)
- Richard Diamond (Richard Diamond, Private Detective) – serie TV, un episodio (1960)
- The Brothers Brannagan – serie TV, un episodio (1960)
- Carovana (Stagecoach West) – serie TV, episodio 1x04 (1960)
- Surfside 6 – serie TV, 14 episodi (1961-1962)
- Le leggendarie imprese di Wyatt Earp (The Life and Legend of Wyatt Earp) – serie TV, un episodio (1961)
- Michael Shayne – serie TV episodio 1x18 (1961)
- Ispettore Dante (Dante) – serie TV, episodio 1x23 (1961)
- Bachelor Father – serie TV, un episodio (1961)
- Whispering Smith – serie TV, episodio 1x09 (1961)
- Lassie – serie TV, 4 episodi (1965-1968)
- Il virginiano (The Virginian) – serie TV, episodio 3x27 (1965)
- Honey West – serie TV, episodio 1x07 (1965)
- Iron Horse – serie TV, 2 episodi (1966-1967)
- I giorni di Bryan (Run for Your Life) – serie TV, un episodio (1966)
- Gomer Pyle: USMC – serie TV, un episodio (1967)
- Dragnet 1967 – serie TV, un episodio (1967)
- Adam-12 – serie TV, un episodio (1968)